# Gina Regland-Sigstad
Gina Regland-Sigstad (* 16. September 1927 in Vang (Hedmark); † 5. Oktober 2015 in Lillehammer) war eine norwegische Skilangläuferin.

## Werdegang
Regland-Sigstad, die für den Fåberg IL startete, belegte bei den Olympischen Winterspielen 1952 in Oslo den zehnten Platz über 10 km. Bei den Nordischen Skiweltmeisterschaften 1954 in Falun errang sie den 25. Platz über 10 km. Bei ihrer letzten Olympiateilnahme zwei Jahre später in Cortina d’Ampezzo kam sie auf den 22. Platz über 10 km und auf den vierten Rang mit der Staffel. Ihre letzten internationalen Rennen absolvierte sie bei den Nordischen Skiweltmeisterschaften 1958 in Lahti. Dort lief sie auf den 29. Platz über 10 km und auf den siebten Rang mit der Staffel. Bei norwegischen Meisterschaften errang sie über 10 km zweimal den zweiten (1957, 1958) und dreimal den dritten Platz (1959, 1961, 1963) und über 5 km einmal den dritten Platz (1963).